# Brezovica pri Medvodah
Brezovica pri Medvodah – wieś w Słowenii, w gminie Medvode. W 2018 roku liczyła 11 mieszkańców.